# Grand Prix de Tennis de Toulouse 2000
Il Grand Prix de Tennis de Toulouse 2000  è stato un torneo di tennis giocato sul cemento. È stata la 19ª edizione del Grand Prix de Tennis de Toulouse, che fa parte della categoria International Series nell'ambito dell'ATP Tour 2000.  Il torneo si è giocato a Tolosa in Francia, dal 16 al 22 ottobre 2000.

## Campioni

### Singolare maschile
Àlex Corretja ha battuto in finale  Carlos Moyá con il punteggio di 6–3, 6–2

### Doppio maschile
Julien Boutter /  Fabrice Santoro hanno battuto in finale  Donald Johnson /  Piet Norval con il punteggio di 7–6(8) 4–6 7–6(5)